# Kemang (Bojongpicung)
Kemang is een bestuurslaag in het regentschap Cianjur van de provincie West-Java, Indonesië. Kemang telt 5254 inwoners (volkstelling 2010).